# EBITA
EBITA (ang. earnings before interest, taxes and amortization) – zysk operacyjny przedsiębiorstwa przed potrąceniem odsetek od zaciągniętych zobowiązań oprocentowanych (kredytów, obligacji), podatków oraz amortyzacji wartości niematerialnych i prawnych.
Można go obliczyć dodając do zysku operacyjnego wartość amortyzacji wartości niematerialnych i prawnych. Amortyzacja rzeczowych aktywów trwałych nie jest wliczana w EBITA, gdyż w języku angielskim termin amortization odnosi się wyłącznie do amortyzacji wartości niematerialnych i prawnych, a amortyzację rzeczowych aktywów trwałych nazywa się terminem depreciation. Oba rodzaje amortyzacji w rozumieniu języka angielskiego obejmuje EBITDA.